# Mesophantia pallens
Mesophantia pallens är en insektsart som beskrevs av Melichar 1902. Mesophantia pallens ingår i släktet Mesophantia och familjen Flatidae. Inga underarter finns listade i Catalogue of Life.